# Odontomachus malignus
Odontomachus malignus är en myrart som beskrevs av Smith 1859. Odontomachus malignus ingår i släktet Odontomachus och familjen myror. Inga underarter finns listade i Catalogue of Life.